# Breteil
Breteil est une commune française située dans le département d'Ille-et-Vilaine en région Bretagne, peuplée de 3 678 habitants.

## Géographie

### Localisation
Breteil fait partie du canton de Montfort-sur-Meu et dépend de l'arrondissement de Rennes. La commune s'étend sur 1 470 hectares.

### Communes limitrophes
| Bédée            | Pleumeleuc |                        |
| Montfort-sur-Meu | Breteil    | Saint-Gilles           |
| Talensac         | Cintré     | La Chapelle-Thouarault |

### Voies de communication et transports

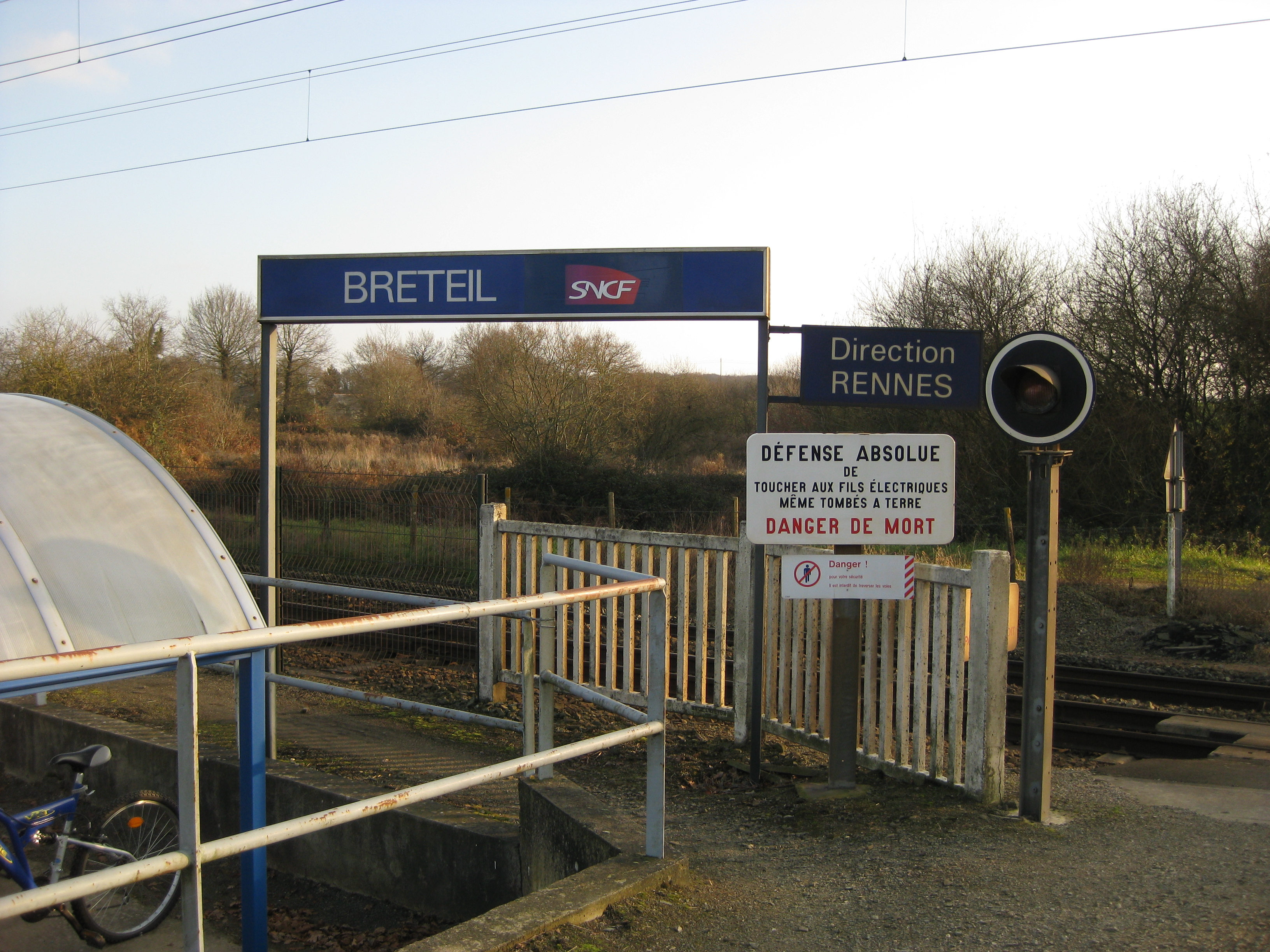
La gare de Breteil.

- Illenoo 2 Rennes - Montfort-sur-Meu - Gaël
- Gare de Breteil : c'est une halte SNCF sur la ligne Paris - Brest qui permet l'accès aux trains TER Bretagne[1]. Elle est inaugurée en 1980[2].

### Hydrographie
Pour un article plus général, voir Réseau hydrographique d'Ille-et-Vilaine.
La commune est située dans le bassin Loire-Bretagne. Elle est drainée par le Meu, la Vaunoise, le ruisseau de Trémillé et le ruisseau de la Fontaine colas,,.
Le Meu, d'une longueur de 84 km, prend sa source dans la commune de Saint-Vran et se jette  dans un bras de la Vilaine à Chavagne, après avoir traversé 21 communes. 
La Vaunoise, d'une longueur de 33 km, prend sa source dans la commune de Irodouër et se jette  dans le Meu à Bréal-sous-Montfort, après avoir traversé onze communes. 

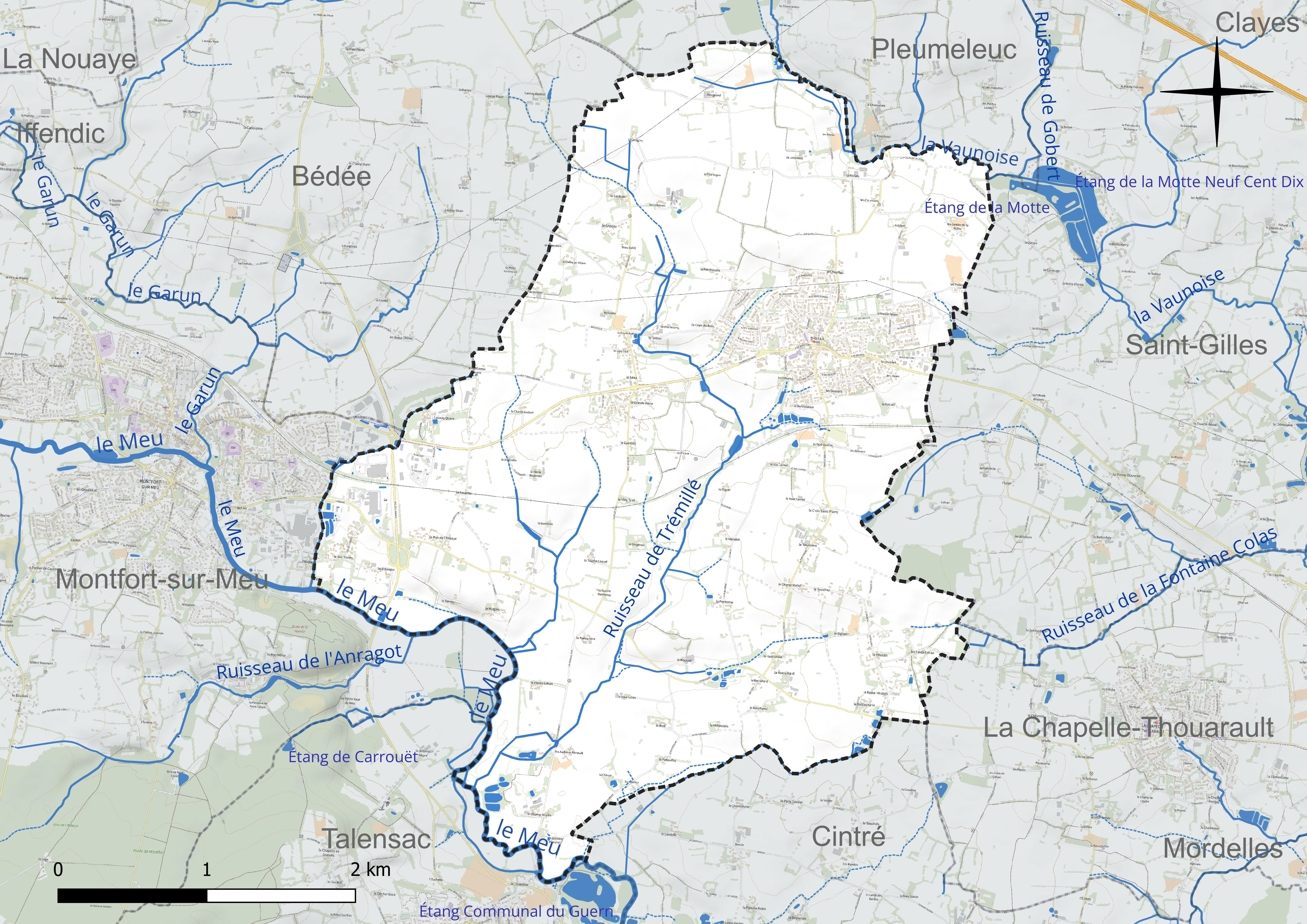
Réseau hydrographique de Breteil.

### Climat
Pour des articles plus généraux, voir Climat de la Bretagne et Climat d'Ille-et-Vilaine.
En 2010, le climat de la commune est de type climat océanique altéré, selon une étude du CNRS s'appuyant sur une série de données couvrant la période 1971-2000. En 2020, Météo-France publie une typologie des climats de la France métropolitaine dans laquelle la commune est exposée à un climat océanique et est dans la région climatique  Bretagne orientale et méridionale, Pays nantais, Vendée, caractérisée par une faible pluviométrie en été et une bonne insolation. Parallèlement l'observatoire de l'environnement en Bretagne publie en 2020 un zonage climatique de la région Bretagne, s'appuyant sur des données de Météo-France de 2009. La commune est, selon ce zonage, dans la zone « Intérieur Est », avec des hivers frais, des étés chauds et des pluies modérées.  
Pour la période 1971-2000, la température annuelle moyenne est de 11,4 °C, avec une amplitude thermique annuelle de 12,6 °C. Le cumul annuel moyen de précipitations est de 729 mm, avec 12,3 jours de précipitations en janvier et 6,5 jours en juillet. Pour la période 1991-2020, la température moyenne annuelle observée sur la station météorologique la plus proche, située sur la commune du Rheu à 9 km à vol d'oiseau, est de 12,2 °C et le cumul annuel moyen de précipitations est de 720,4 mm,. Pour l'avenir, les paramètres climatiques de la commune estimés pour 2050 selon différents scénarios d'émission de gaz à effet de serre sont consultables sur un site dédié publié par Météo-France en novembre 2022.

## Urbanisme

### Typologie
Au 1er janvier 2024, Breteil est catégorisée bourg rural, selon la nouvelle grille communale de densité à sept niveaux définie par l'Insee en 2022.
Elle appartient à l'unité urbaine de Breteil, une unité urbaine monocommunale constituant une ville isolée,. Par ailleurs la commune fait partie de l'aire d'attraction de Rennes, dont elle est une commune de la couronne,. Cette aire, qui regroupe 183 communes, est catégorisée dans les aires de 700 000 habitants ou plus (hors Paris),.

### Occupation des sols
L'occupation des sols de la commune, telle qu'elle ressort de la base de données européenne d'occupation biophysique des sols Corine Land Cover (CLC), est marquée par l'importance des territoires agricoles (85,8 % en 2018), en diminution par rapport à 1990 (89,3 %). La répartition détaillée en 2018 est la suivante : 
zones agricoles hétérogènes (51,4 %), terres arables (29,4 %), zones urbanisées (11,1 %), prairies (5 %), zones industrielles ou commerciales et réseaux de communication (3,1 %). L'évolution de l'occupation des sols de la commune et de ses infrastructures peut être observée sur les différentes représentations cartographiques du territoire : la carte de Cassini (XVIIIe siècle), la carte d'état-major (1820-1866) et les cartes ou photos aériennes de l'IGN pour la période actuelle (1950 à aujourd'hui).

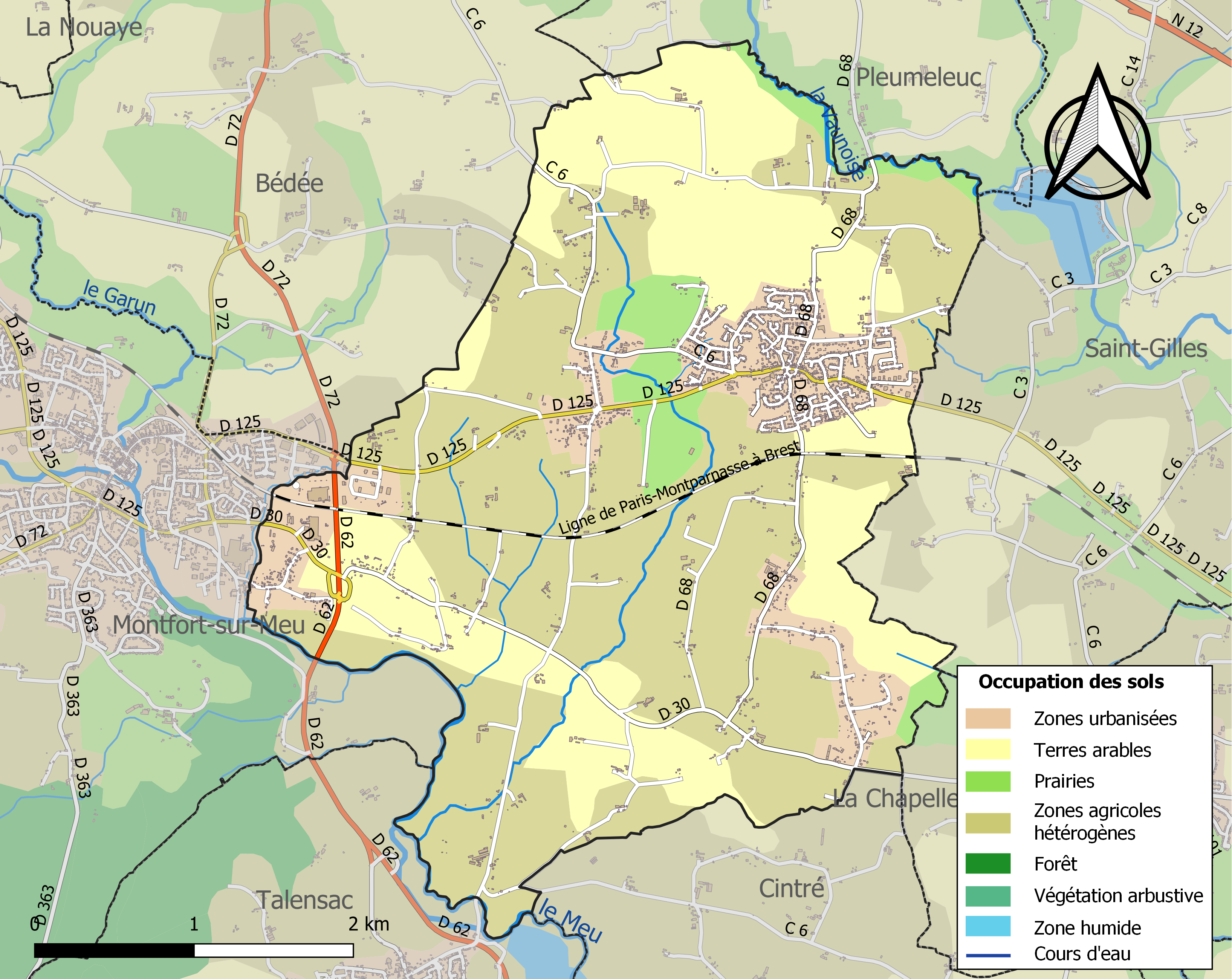
Carte des infrastructures et de l'occupation des sols de la commune en 2018 (CLC).

## Toponymie
Le nom de la localité est attesté sous les formes Ecclesia de Britolio en 1122, Bretulium en 1152, Breteil en 1158, Breteill en 1185, Bretueil en 1380.
Dauzat et Rostaing expliquent ce nom par le nom d'homme gaulois conjectural *Brittus, suivi du terme *ialo, « clairière, endroit ».
Le nom de la localité en gallo, langue régionale locale, est Beurteuil.

## Histoire
La paroisse de Breteil est issue du démembrement de l'ancienne paroisse de Pleumeleuc, dès 1122. c'est pendant cette année-là que l'évêque d'Aleth consacra l'église de Breteil aux moines bénédictins de Saint-Melaine de Rennes.
En 1152, le seigneur de Montfort-sur-Meu donna à l'abbaye Saint-Jacques de Montfort deux domaines agricole de Breteil. Il fit cette donation afin de participer aux bonnes œuvres des moines.
Dans le bourg même de Breteil, un prêtre appelé Guillaume, donna une maison de Breteil à l'abbaye de Montfort-sur-Meu.
Raoul de Montfort, en 1120 compte dans la dot de sa fille pour son mariage avec le comte de la Riolaye, le château de Breteil.
Comme partout en Bretagne et notamment en Haute-Bretagne, les paysans possèdent des terres, mais généralement de faible étendue. Les laboureurs qui ont une certaine aisance sont relativement minoritaires, les autres doivent à moins d'être fermier se louer comme journaliers et domestiques. Avec 167 domestiques pour 1271 habitants en 1774, ils sont proportionnellement moins nombreux que dans certaines paroisses voisines.
Le territoire de la paroisse dépend principalement de deux juridictions : 
- juridiction de Breteil et la Riollais ;
- juridiction de la Touche Parthenay, Launay-Sinan et la Gautrais.

La capitation, le vingtième et autres taxes étaient perçus par des collecteurs parcourant la paroisse divisée en quatre quartiers ou traits : le bourg, l'Abbaye, la Boulais et Painbay.

### La Révolution
Le 1er avril 1789, les habitants se réunissent pour la rédaction du cahier de doléances en prévision des prochains États généraux. 71 votants élisent Mathurin Vitré de la Corbinais et Noël Legros pour participer à la prochaine réunion du tiers-état de la sénéchaussée de Rennes.
En janvier 1791, aucun prêtre ne prête serment à la Constitution civile du clergé ; en 1792, avec la loi du 26 août et l'élection de François-Guy Martin comme curé constitutionnel, ils sont contraints à l'exil ou à une clandestinité facilitée par le soutien des paysans.
Le presbytère et l'habitation d'un acquéreur des biens ecclésiastiques sont saccagés le 18 mars 1793 par environ trois cents brigands qui seront appelés ensuite chouans. Les troubles suscités par la levée en masse des 300 000 hommes durent plusieurs jours : le 19 mars, des femmes et enfants sonnent le tocsin en frappant les cloches à coups de marteau, les battants ayant été enlevé la veille par la garde nationale de Montfort-sur-Meu. Sur les 22 soldats demandés pour former le contingent, il n'y eut que cinq volontaires. La garde nationale n'a besoin que de quelques coups de feu pour mettre les insurgés en débandade ; une dizaine de Breteillais sont arrêtés, la plupart sont relâchés le lendemain.
En 1794, la chouannerie se développe…, Jean (François) Éveillard, fils de Jean Éveillard et de Marie Bernard, époux de Marie Delanoë, capitaine de la garde nationale, demeurant à la Herdrouais, est assassiné le 31 décembre en résistant à des hommes masqués cherchant des armes. Un an plus tard, le 16 décembre 1795, Marie Gallais, femme d'un autre Jean Éveillard (fils de François et Anne- Marie Laval) et Anne (Mathurine) Berrée sa fille issue d'un premier mariage, demeurant à la Forge, subissent le même sort. Ces derniers assassinats laissent à penser à une confusion des familles.

## Politique et administration

### Liste des maires
| Période                                  | Période           | Identité                              | Étiquette | Qualité                                                                      |
| ---------------------------------------- | ----------------- | ------------------------------------- | --------- | ---------------------------------------------------------------------------- |
| 1871                                     | 1876              | Pierre Bigot                          |           |                                                                              |
| 1876                                     | 1899              | Pierre-Marie Demaure                  |           |                                                                              |
| 1899                                     | 1908              | Alexandre Mathurin Bertrand Jéhannin  |           |                                                                              |
| 1908                                     | 1919              | Georges Frasgnier                     |           |                                                                              |
| 1919                                     | mai 1929          | François Chenedé                      |           |                                                                              |
| mai 1929                                 | mars 1931 (décès) | Pierre-Marie Demaure fils (1883-1931) |           |                                                                              |
| mai 1931                                 | janvier 1945      | Pierre Marie Jéhannin                 |           |                                                                              |
| janvier 1945                             | mars 1945         | Ambroise Pare                         |           |                                                                              |
| mars 1945                                | mai 1945          | Bernard Fillaut                       |           |                                                                              |
| mai 1945                                 | novembre 1963     | Pierre Marie Jéhannin                 | MRP       |                                                                              |
| novembre 1963                            | mars 1983         | Louis Renault                         |           | Commerçant retraité                                                          |
| mars 1983                                | juillet 2020      | Joseph Le Lez                         | DVG       | Enseignant, président de Montfort Communauté (2001 → 2014)                   |
| juillet 2020                             | En cours          | Isabelle Ozoux                        | UDI       | Conseillère Pôle Emploi, 7e vice-présidente de Montfort Communauté (2020 → ) |
| Les données manquantes sont à compléter. |                   |                                       |           |                                                                              |

### Jumelages
Breteil est jumelée avec :
- Kwilcz (Pologne) depuis 1996

## Démographie
L'évolution du nombre d'habitants est connue à travers les recensements de la population effectués dans la commune depuis 1793. Pour les communes de moins de 10 000 habitants, une enquête de recensement portant sur toute la population est réalisée tous les cinq ans, les populations de référence des années intermédiaires étant quant à elles estimées par interpolation ou extrapolation. Pour la commune, le premier recensement exhaustif entrant dans le cadre du nouveau dispositif a été réalisé en 2004.
En 2022, la commune comptait 3 678 habitants, en évolution de +3,63 % par rapport à 2016 (Ille-et-Vilaine : +5,46 %, France hors Mayotte : +2,11 %).
| 1793  | 1800  | 1806  | 1821  | 1831  | 1836  | 1841  | 1846  | 1851  |
| ----- | ----- | ----- | ----- | ----- | ----- | ----- | ----- | ----- |
| 1 207 | 1 207 | 1 237 | 1 292 | 1 184 | 1 200 | 1 189 | 1 180 | 1 248 |

| 1856  | 1861  | 1866  | 1872  | 1876  | 1881  | 1886  | 1891  | 1896  |
| ----- | ----- | ----- | ----- | ----- | ----- | ----- | ----- | ----- |
| 1 240 | 1 275 | 1 257 | 1 251 | 1 281 | 1 302 | 1 358 | 1 290 | 1 270 |

| 1901  | 1906  | 1911  | 1921  | 1926  | 1931  | 1936  | 1946  | 1954 |
| ----- | ----- | ----- | ----- | ----- | ----- | ----- | ----- | ---- |
| 1 200 | 1 236 | 1 150 | 1 030 | 1 073 | 1 073 | 1 020 | 1 030 | 927  |

| 1962 | 1968 | 1975  | 1982  | 1990  | 1999  | 2004  | 2006  | 2009  |
| ---- | ---- | ----- | ----- | ----- | ----- | ----- | ----- | ----- |
| 851  | 833  | 1 685 | 2 436 | 2 788 | 2 974 | 3 192 | 3 289 | 3 403 |

| 2014  | 2019  | 2022  | - | - | - | - | - | - |
| ----- | ----- | ----- | - | - | - | - | - | - |
| 3 477 | 3 655 | 3 678 | - | - | - | - | - | - |

## Économie

### Tourisme
La gestion du tourisme de Breteil est confiée par Montfort Communauté à l'office de tourisme du pays de Montfort.

## Culture locale et patrimoine

### Lieux et monuments

#### Monuments
- L'église Saint-Malo dont la nef et le collatéral sud ont été édifiés au XVIe siècle, la charpente est datée par une inscription de 1503[31]. L'église est remarquable par son porche pourvu d'une voûte carénée.
- La chapelle de l'Abbaye appartenant à l'abbaye Saint-Jacques de Montfort-sur-Meu, est construite en schiste et poudingue.
- La chapelle de la Riolais semble remonter au XVIIe siècle, même si le fronton sculpté, présent au-dessus de la porte est, date plutôt du XVe ou XVIe siècle. Fait étrange, cette chapelle n'est pas orientée, en effet, son cœur est au sud.

#### Lieux
Le circuit de randonnée le pont Rozel est praticable toute l'année, en toutes saisons. Le départ se fait place de l'Église à Breteil.

### Héraldique
| Blason | Blasonnement : D'azur à une hure de sanglier de sable, allumée et défendue d'argent, accompagnée de trois gerbes de blé d'or, liées aussi de sable. |